# Heng Swee Keat
Heng Swee Keat, né le 15 avril 1961, est un homme politique singapourien, actuel[évasif] vice-premier ministre de Singapour depuis 2019 et ministre des Finances depuis 2015. 
Membre du Parti d'action populaire (PAP) au pouvoir, il est également le premier sous-secrétaire général du parti depuis 2018 sous la direction de Lee Hsien Loong, actuel Premier ministre et secrétaire général. Il a précédemment été ministre de l'Éducation de Singapour de 2011 à 2015. Il est membre du Parlement et représente la sous-circonscription de Tampines Central à l'intérieur de la circonscription de Tampines GRC depuis 2011. Avant les élections générales de 2020, Heng est annoncé comme le futur dirigeant de l'équipe de la circonscription de la côte Est (East Coast GRC) en remplacement de deux ministres, Lim Swee Say et Lee Yi Shyan.
Il est largement pressenti comme le successeur de Lee Hsien Loong au poste de Premier ministre de Singapour. Il devient vice-Premier ministre de Singapour le 1er mai 2019, lorsque les deux vice-Premiers ministres alors en exercice, Teo Chee Hean et Tharman Shanmugaratnam, renoncent à leurs fonctions le même jour. Cela fait de lui le premier vice-premier ministre en solitaire depuis 1985, Singapour ayant toujours compté deux vice-premiers ministres en exercice travaillant simultanément depuis cette date.
Avant son élection au Parlement, Heng a également été directeur général de la Monetary Authority of Singapore (MAS) de 2005 à 2011.

## Biographie
Il a terminé ses études préuniversitaires à la Raffles Institution. En 1983, il a obtenu un baccalauréat ès arts (avec distinction) en économie du Christ's College de Cambridge. En 1993, il pbtient une maîtrise en administration publique de la John F. Kennedy School of Government de l'Université Harvard.

### Début de carrière
Heng commence sa carrière en 1983 dans les forces de police de Singapour (Singapore Police Force, SPF) où il reçoit la bourse d'études à l'étranger du SPF des mains du président de l'époque, Devan Nair. En 1997, il rejoint la fonction publique en travaillant dans le service administratif. Il travaille pendant un temps au ministère de l'Éducation, avant d'être nommé chef de cabinet de l'ancien Premier ministre Lee Kuan Yew (qui était alors ministre d'État) en 1997. Heng devient en 2001 secrétaire permanent du ministère du commerce et de l'industrie. Il occupe ensuite le poste de directeur général de la Monetary Authority of Singapore de 2005 à 2011.
En février 2011, il est nommé gouverneur de l'année de la Banque centrale d'Asie-Pacifique par le magazine britannique The Banker .

### Carrière politique
Heng se présente aux élections générales de 2011 en tant que candidat du Parti d'action du peuple (PAP) dans la circonscription de Tampines GRC. Lorsqu'il a été présenté comme candidat, il fut pressenti par l'ancien Premier ministre, Goh Chok Tong comme ministre potentiel et membre clé de la future équipe de direction de Singapour. Heng était l'un des cinq candidats du PAP dans sa circonscription au sein d'une équipe dirigée par le ministre du Développement national de l'époque, Mah Bow Tan, qui comprenait également le ministre d'État Masagos Zulkifli, Irene Ng et Baey Yam Keng. Ils faisaient face à une équipe du Parti de la solidarité nationale (NSP), dirigée par le secrétaire général du parti, Goh Meng Seng (aujourd'hui chef du Parti du pouvoir du peuple), secondé par Reno Fong, Syafarin Sarif, Raymond Lim et Gilbert Goh. Lors du scrutin, le 7 mai, l'équipe du PAP remporte l'élection avec 57,22 % des voix. (Ce qui représente une baisse de 11,29 % par rapport aux élections générales de 2006.)  
Le 22 novembre 2018, Heng a succédé à Teo Chee Hean en tant que premier secrétaire général adjoint du Parti. Il fut confirmé dans ce rôle le lendemain, lors de l'élection du comité exécutif central (en) du PAP,.

### Ministre de l'éducation (2011-2015)
Le 18 mai 2011, le Premier ministre Lee Hsien Loong nomme Heng au gouvernement en tant que ministre de l'Éducation. Heng est alors le deuxième député à être promu membre du Conseil des Ministres lors de son premier mandat, après Richard Hu en 1984.
En août 2012, Heng est chargé de diriger un nouveau comité ministériel pour procéder à une étude globale des politiques et de l'orientation du gouvernement.

### Ministre des finances
Le 28 septembre 2015, Heng est annoncé comme le futur ministre des Finances à partir du 1er octobre 2015
Le 24 avril 2018, il a été annoncé que Heng succèderait au vice-premier ministre Teo Chee Hean dans la charge d'assister le Premier Ministre sur les questions concernant la Fondation nationale pour la recherche à compter du 1er mai.
Le 19 février 2018, Heng a annoncé dans sa déclaration budgétaire annuelle au Parlement qu'il prévoyait de faire passer la taxe sur les produits et services (TPS) de 7 % à 9 % dans le courant de 2021 à 2025. Selon lui, « l'augmentation de la TPS est nécessaire car même après avoir exploré diverses options pour gérer nos futurs frais par des dépenses prudentes, des économies et des emprunts pour les infrastructures, il y a encore un écart ».
Le quatrième budget de Heng a eu lieu le 18 février 2020. Appelé « budget de l'unité », il couvrait des mesures visant à couvrir les incertitudes à long terme dans le contexte de la pandémie de COVID-19. Le 26 mars, moins d'un mois après, Heng présente un deuxième budget, un « budget de résilience » supplémentaire de 55 milliards de dollars singapouriens en réponse à l'aggravation de la situation pandémique et pour atténuer l'impact économique sur les entreprises. C'est la deuxième fois dans l'histoire de Singapour depuis la crise financière de 2007-2008 que Singapour doit puiser dans ses past reserves (Réserves accumulées par les précédents gouvernements et dont l'utilisation est très réglementée à Singapour) pour financer les initiatives proposées. Les mesures comprennent une allocation en espèces de 9 000 dollars singapouriens pour les travailleurs indépendants éligibles ainsi que 3 000 dollars singapouriens pour les bénéficiaires à faible revenu du Workfare Income Supplement Scheme (WIS) à titre de secours d'urgence contre la pandémie. Heng a également mentionné que ce sera probablement le pire ralentissement économique de Singapour depuis 1965 

### Vice-Premier ministre
Le 23 avril 2019, le Cabinet du Premier Ministre annonce que Heng assumera le rôle du 12e vice-premier ministre de Singapour à compter du 1er mai 2019, succédant à Teo Chee Hean et Tharman Shanmugaratnam, qui ont précédemment occupé ce poste pendant respectivement 10 ans et 8 ans.

### Annonce du East Coast Plan (2020)
Lors de la journée de clôture des candidatures pour les élections générales de Singapour de 2020, qui a eu lieu le 30 juin 2020, Heng a dévoilé le manifeste du PAP pour les résidents de la circonscription East Cost GRP intitulé « Together, We Care @ East Coast » (Ensemble, nous nous soucions de la côte Est). Le plan est connu sous le nom de «East Coast Plan» sur les réseaux sociaux. Cependant, il a également signalé que le programme sera reporté jusqu'à nouvel ordre en raison du COVID-19. [réf. nécessaire]

## Vie privée
Heng est marié à Chang Hwee Nee, PDG du National Heritage Board, et a 2 enfants[réf. nécessaire].

### Accident vasculaire cérébral
Le 12 mai 2016, Heng Swee Keat subit un accident vasculaire cérébral lors d'une réunion du Gouvernement. Il est emmené à l'hôpital Tan Tock Seng, où il subit une neurochirurgie pour soulager la pression dans son cerveau. Il est transféré aux soins intensifs après la chirurgie. Le vice-Premier ministre Tharman Shanmugaratnam  a été immédiatement nommé pour le remplacer dans ses fonctions.
Le 25 juin 2016, Heng Swee Keat sort de l'hôpital après 6 semaines. Le bureau du Premier Ministre déclare dans un communiqué que M. Heng « s'était bien rétabli », mais qu'il était toujours en congé de maladie pendant sa rééducation. Il reprend ses fonctions de député et de ministre des Finances le 22 août 2016.
Malgré son AVC, Heng est toujours considéré comme le principal candidat pour devenir le prochain Premier ministre de Singapour après les élections de 2020.

## Récompense
- Prix du gouverneur de l'année de la Banque centrale d'Asie-Pacifique décerné par le magazine bancaire britannique The Banker (2011)[réf. nécessaire]

## Honneurs
- Singapore : 
  - Médaille de l'administration publique (PPA) (2001)
  - Médaille du service méritoire (PJG) (2017)